# Huutsaari (ö i Viitasaari, Niinilahti)
Huutsaari är en ö i Finland. Den ligger i mellersta delen av sjön Keitele och i kommunerna Viitasaari och Äänekoski och landskapet Mellersta Finland, i den centrala delen av landet, 300 km norr om huvudstaden Helsingfors. Öns area är 14,2 hektar och dess största längd är 1 kilometer i sydöst-nordvästlig riktning.